# Сумчатая мышь Тротона
Сумчатая мышь Тротона (лат. Sminthopsis ooldea) — вид из рода узконогих сумчатых мышей семейства хищные сумчатые. Эндемик Австралии.

## Распространение
Сумчатая мышь Тротона обитает в центральных засушливых районах Австралии. Естественная среда обитания — редколесья, покрытые акациями и низкорослыми кустарниками, сообщества ксероморфных трав, образующих изолированные кочки.

## Внешний вид
Длина тела с головой колеблется от 50 до 90 мм, хвоста — от 60 до 100 мм. Вес взрослой особи — от 8 до 17 г. Волосяной покров короткий, густой и мягкий. Спина серо-бурого или серо-жёлтого цвета. Брюхо окрашено в белый с серым основанием. Морда вытянутая, заострённая. Уши большие, треугольные. Лапы длинные и стройные. Как и у некоторых других представителей рода у сумчатой мыши Тротона в хвосте присутствуют жировые отложения.

## Образ жизни
Ведут наземный, одиночный образ жизни. Активность приходится на ночь. В неволе время от времени впадают в спячку, однако неизвестно, вызвано ли это временной нехваткой еды или является частью ежедневного цикла. Питаются преимущественно насекомыми.

## Размножение
Сумка развита хорошо. Количество сосков — 8. Период размножения приходится на август-декабрь (пик — в октябре). Беременность короткая, длится около 21 дня. За год бывает один выводок. Примерно через 70 дней детёныши отлучаются от груди матери. Половая зрелость наступает примерно через 300 дней. Максимальная продолжительность жизни в неволе неизвестна, в природе живут до 3 лет.